# Bogo Šramel
Bogo Šramel, né en 1908 et mort en 2001, est un coureur yougoslave du combiné nordique et un sauteur à ski.

## Biographie
En 1934, il termine 2e derrière Franc Palme (en) lors du concours d'ouverture du Bloudkova velikanka.
En 1936, les skieurs Yougoslaves s'entraînent à Pokljuka à 1 300 m d'altitude afin de préparer jeux olympiques d'hiver de 1936. Lors de ce stage préparatif, leurs entraîneurs étaient le Finlandais Eino Kulama pour le ski de fond et le Norvégien Gunnar Haagen pour le saut à ski. Bogo Šramel, le meilleur Yougoslave du combiné, recordman de Yougoslavie de saut à ski avec 72 m, se casse la jambe à la réception d'un saut et il peut pas par conséquent participer à la compétition.
Il est sélectionné pour deux éditions des Championnats du monde : en 1931, où il n'est pas classé et en 1935, où il est 59e.
En 1964, il est juge pour un des deux concours de saut des Jeux olympiques.

## Résultats

### Jeux olympiques d'hiver
Engagé pour les jeux olympiques d'hiver de 1936, il se casse la jambe lors la préparation.

### Championnats du monde
Il a participé aux Championnats du monde en 1931 et en 1935.

### Autres
Dans les années 1930, il réalise à plusieurs reprises le Record de Slovénie de saut à ski (sl).